# Store Lykelsøya
Store Lykelsøya est une île dans le landskap Sunnhordland du comté de Vestland. Elle appartient administrativement à Kvinnherad.

## Géographie
Rocheuse et couverte d'arbres, elle s'étend sur environ 1,3 km de longueur pour une largeur approximative de 748 m. Elle comporte quelques aménagements au sud-est.